# Mesovelia polhemusi
Mesovelia polhemusi är en insektsart som beskrevs av Spangler 1990. Mesovelia polhemusi ingår i släktet Mesovelia och familjen vattenspringare. Inga underarter finns listade i Catalogue of Life.